# Dycladia vitrina
Dycladia vitrina är en fjärilsart som beskrevs av Rothschild 1911. Dycladia vitrina ingår i släktet Dycladia och familjen björnspinnare. Inga underarter finns listade i Catalogue of Life.